# Список монастырей Подмосковья
В данном списке представлена информация о монастырях, находящихся в современных границах Московской области, а также об упразднённых монастырях.

## Действующие монастыри
| #  | Изображение | Название                                    | Тип                      | Время основания | Местонахождение                                      |
| -- | ----------- | ------------------------------------------- | ------------------------ | --------------- | ---------------------------------------------------- |
| 1  |             | Александро-Невский монастырь                | женский                  | 1895            | Талдомский район, село Маклаково                     |
| 2  |             | Белопесоцкий монастырь                      | женский                  | 1498            | Ступинский район, город Ступино                      |
| 3  |             | Бобренев монастырь                          | мужской                  | 1381            | Коломенский район, село Старое Бобренево             |
| 4  |             | Борисоглебский Аносин монастырь             | женский ставропигиальный | 1823            | Истринский район, деревня Аносино                    |
| 5  |             | Борисоглебский монастырь                    | мужской                  | XV век          | Дмитровский район, город Дмитров                     |
| 6  |             | Брусенский монастырь                        | женский                  | 1552            | Коломна, город                                       |
| 7  |             | Введенский Владычный монастырь              | женский                  | 1360            | Серпухов, город                                      |
| 8  |             | Вознесенская Давидова пустынь               | мужской                  | 1515            | Чеховский район, поселок Новый Быт                   |
| 9  |             | Воскресенский Новоиерусалимский монастырь   | мужской ставропигиальный | 1656            | Истринский район, город Истра                        |
| 10 |             | Высоцкий монастырь                          | мужской                  | 1374            | Серпухов, город                                      |
| 11 |             | Екатерининская пустынь                      | мужской                  | 1658            | Ленинский район, город Видное                        |
| 12 |             | Зосимова пустынь                            | женский                  | 1826            | Наро-Фоминский район, посёлок Зосимова пустынь       |
| 13 |             | Иосифо-Волоцкий монастырь                   | мужской ставропигиальный | 1479            | Волоколамский район, село Теряево                    |
| 14 |             | Казанский Колычёвский монастырь             | женский                  | 1885            | Егорьевский район, город Егорьевск                   |
| 15 |             | Колоцкий монастырь                          | женский                  | 1413            | Можайский район, деревня Колоцкое                    |
| 16 |             | Крестовоздвиженский Иерусалимский монастырь | женский ставропигиальный | 1887            | Ленинский район, посёлок санатория «Горки Ленинские» |
| 17 |             | Лужецкий монастырь                          | мужской                  | 1408            | Можайский район, город Можайск                       |
| 18 |             | Николо-Берлюковская пустынь                 | мужской                  | 1719            | Ногинский район, село Авдотьино                      |
| 19 |             | Николо-Пешношский монастырь                 | мужской                  | 1361            | Дмитровский район, посёлок Луговой                   |
| 20 |             | Николо-Радовицкий монастырь                 | мужской                  | 1584            | Егорьевский район, село Радовицы                     |
| 21 |             | Николо-Угрешский монастырь                  | мужской ставропигиальный | 1380            | Дзержинский, город                                   |
| 22 |             | Ново-Голутвин монастырь                     | женский                  | 1800            | Коломна, город                                       |
| 23 |             | Покровский Хотьков монастырь                | женский ставропигиальный | 1308            | Сергиево-Посадский район, город Хотьково             |
| 24 |             | Покровско-Васильевский монастырь            | мужской                  | 1885            | Павлово-Посадский район, город Павловский Посад      |
| 25 |             | Саввино-Сторожевский монастырь              | мужской ставропигиальный | 1398            | Звенигород, город                                    |
| 26 |             | Свято-Троицкая Сергиева лавра               | мужской ставропигиальный | 1337            | Сергиево-Посадский район, город Сергиев Посад        |
| 27 |             | Свято-Троицкий Мариинский монастырь         | женский                  | 1900            | Егорьевский район, город Егорьевск                   |
| 28 |             | Серафимо-Знаменский скит                    | женский                  | 1912            | Домодедово, городской округ, село Битягово           |
| 29 |             | Спасо-Бородинский монастырь                 | женский                  | 1839            | Можайский район, деревня Семёновское                 |
| 30 |             | Спасо-Влахернский монастырь                 | женский                  | 1861            | Дмитровский район, посёлок городского типа Деденево  |
| 31 |             | Спасо-Преображенский Гуслицкий монастырь    | мужской                  | 1859            | Орехово-Зуевский район, город Куровское              |
| 32 |             | Старо-Голутвин монастырь                    | мужской                  | XIV век         | Коломна, город                                       |
| 33 |             | Черниговский скит                           | мужской                  | 1844            | Сергиев Посад, город                                 |

## Недействующие монастыри
- Александро-Мариинский женский монастырь — (Шатурский р-н, пос. Мещёрский Бор). Основан 1899, упразднён в 1918.
- Боголюбская мужская киновия Троице-Сергиевой лавры — (г. Сергиев Посад). Основан 1858, храм восстановлен в 2012.
- Владимиро-Екатерининский монастырь (Новопокров) — женский, утрачен (Можайский р-н, д. Новопокров). Основан 1895, закрыт в 1927.
- Гермогенова пустынь (Гермогенова мужская пустынь) — утрачена (Сергиево-Посадский р-н, ур. Гермогенова Пустынь). Основан 1913, закрыт в 1929.
- Гефсиманская община (Воронино) (Гефсиманская женская община) — утрачена (Зарайский р-н, с. Воронино). Основана 1909, закрыта в 20-х годах 20 столетия.
- Гефсиманский скит (Гефсиманско-Черниговский скит, Гефсиманский мужской скит Троице-Сергиевой лавры) — (Московская область, г. Сергиев Посад). Состоял до революции из двух скитов - Гефсиманского и Черниговского. На сегодняшний день Черниговский скит действует (см.), Гефсиманский утрачен.
- Елизаветинская женская община в Шаховской — утрачена (Шаховской р-н, пос. Шаховская). Основана в 1917, закрыта в 1920.
- Зуевский скит Вознесенского женского монастыря — утрачен (Орехово-Зуевский р-н, ур. Монастырская Поляна). Основан в 1912, ликвидирован в 1920.
- Иконы Божией Матери Отрада или Утешение женская община — утрачен (Домодедовский р-н, с. Добрыниха). Основан 1898, закрыт после 1917. Церковная жизнь возродилась в 1991 году.
- Ильинский женский скит в Верзилово — действующий с конца 1990-х — начала 2000-х годов, (Ступинский р-н, с. Верзилово), основан в конце 1990-х — начале 2000-х годах.
- Иоанно-Предтеченский женский монастырь (Ставропигиальный Свято-Иоанно-Предтеченский женский монастырь) — действующий с 2001 (Раменский р-н, с. Денежниково). Основан 2001.
- Иоанно-Предтеченский женский скит — утрачен (Ступинский р-н, у д. Соколова Пустынь). Основан 1895, закрыт после 1917.
- Князь-Владимирский монастырь (Филимонки) (Князь-Владимирский женский монастырь в Филимонках) — утрачен, (Ленинский р-он, Филимонки, от МКАД: 15 км). Основан 1891, закрыт в 1920-х.
- Краснохолмская Соловецкая пустынь — (Марчуговская Соловецкая пустынь) (Воскресенский р-он, д. Марчугово), основана в конце XV, в 1655 перенесена в д. Фаустово (см. Ново-Соловецкая Марчуговская пустынь).
- Медведева пустынь (Дмитровский район) — монастырь, основанный в XIV—XV веках. Сохранился собор Рождества Пресвятой Богородицы.
- Никитский монастырь (Дмитров) — упразднён в 1764.
- Никитский монастырь (Кашира) (Александровский Никитский женский монастырь, Никитский Каширский женский монастырь) — упразднен в 1920-х годах, в 1998 и 2009 сохранившиеся храмы переданы церкви (Каширский р-он, Кашира). Основан 1884.
- Ново-Соловецкая Марчуговская пустынь (Краснохолмская Ново-Соловецкая Марчуговская пустын) — действующий с 1993 как подворье Соловецкого монастыря, (Воскресенский р-он, с. Фаустово), основан 1655.
- Параклитова пустынь (Общежительная пустынь Святого Духа Утешителя (Параклита)) — действующий c 1992, основан 1858, (пос. Смена, Сергиев Посад)
- Покровская женская община в Покровском — действующий с 1999,(Подольский р-н, с. Юдановка), основан 1999
- Преображенский женский скит Пюхтицкого подворья — действующий с 1996, (Одинцовский р-н, с. Юдино). Основан 1996.
- Пятницкий монастырь (Дмитров) — упразднён в 1764. На месте осталась Пятницкая (Спасская церковь), закрытая в 1930-х годах. Перестроенное здание бывшей церкви используется под разные нужды. Колокольня не сохранилась[1].
- Распятский монастырь — упразднен в 1764, основан 1665 (г. Серпухов).
- Святой Нины женская община в Курилово — утрачена (Подольский р-н, пос. Курилово), основана 1907, ликвидирована в 1920-х.
- Свято-Преображенский скит Данилова монастыря — основан в 2008 (Серпуховский р-н, близ с. Ланьшино), мужской.
- Сергиево-Дубровский женский монастырь — утрачен (Наро-Фоминский р-н, у д. Дуброво). Основан 1914, закрыт в 1929.
- Спасо-Вифанский монастырь — мужской действующий с 2002 (г. Сергиев Посад, пос. Птицеград). Основан 1797
- Спасо-Входской монастырь (Верея) (Спасский монастырь), основан XVI веке, упразднён 1764.
- Стромынский монастырь (Успенский Стромынский мужской монастырь) — утрачен, (Ногинский р-н, с. Стромынь), упразднён в 1764 году[2].
  - Черниговский скит, (Черниговский мужской скит Троице-Сергиевой лавры, Пещерное отделение Гефсиманского мужского скита Троице-Сергиевой лавры; Гефсимано-Черниговский мужской скит Троице-Сергиевой лавры) — действующий с 1990, (г. Сергиев Посад), основан 1847, закрыт в 1921.
- Троицкий Александро-Невский монастырь (Акатово) (Акатовский Троице-Александровский женский монастырь) — действующий с 2007, (Клинский район, с. Акатово), основан 1889, закрыт в 1927.
- Троицкий монастырь (Дмитров) на реке Березовец[3]. Упразднён в XVII веке.
- Троицкий женский монастырь — действующий с 1997, (Орехово-Зуевский р-н, д. Острово). Основан 1997.
- Якиманский монастырь (Можайск) (Иоакимо-Аннинского монастырь)— упразднён в 1764, (г. Можайск), основан в XVI веке, сохранился небольшой фрагмент стены, встроенный в действующую церковь Иоакима и Анны.